# Kjartan Finnbogason
Kjartan Henry Finnbogason (Reykjavík, 1986. július 9. –) izlandi válogatott labdarúgó.

## Pályafutása

### Klubcsapatokban
Finnbogason az izlandi Knattspyrnufélag Reykjavíkur csapatában kezdte pályafutását, majd leigazolta őt a skót Celtic csapata. 2018 nyara óta a magyar élvonalbeli Ferencvárosi TC labdarúgója. Október 31-én, a Magyar Kupa második fordulójában mesterhármast szerzett a Sárvár ellen 4–0-ra megnyert találkozón. 2019. január 11-én a Ferencváros felbontotta a szerződését. Finnbogason kilenc bajnoki mérkőzésen lépett pályára a klub színeiben, minden tétmérkőzést figyelembe véve tizennégy alkalommal kapott lehetőséget és hat gólt szerzett. Január 21-én aláírt a dán Vejle BK csapatához. 2020. október 6-án visszatért az AC Horsens csapatához, amelyhez 2021 júniusáig írt alá.

### A válogatottban
Az izlandi válogatottban 2011-ben mutatkozott be egy Portugália elleni Eb-selejtező mérkőzésen.

## Mérkőzései az izlandi válogatottban
| #   | Dátum              | Ellenfél                | Eredmény | Kiírás              | Esemény |
| --- | ------------------ | ----------------------- | -------- | ------------------- | ------- |
| 1.  | 2011. október 7.   | Portugália              | 3 – 5    | Eb-selejtező        | 81'     |
| 2.  | 2016. január 13.   | Finnország              | 1 – 0    | barátságos mérkőzés | 76'     |
| 3.  | 2016. január 16.   | Egyesült Arab Emírségek | 1 – 2    | barátságos mérkőzés | 71'     |
| 4.  | 2016. január 31.   | Egyesült Államok        | 2 – 3    | barátságos mérkőzés | 71'     |
| 5.  | 2017. január 10.   | Kína                    | 2 – 0    | Kína-kupa elődöntő  | 59' 64' |
| 6.  | 2017. január 15.   | Chile                   | 0 – 1    | Kína-kupa döntő     |         |
| 7.  | 2017. március 28.  | Írország                | 1 – 0    | barátságos mérkőzés | 72'     |
| 8.  | 2017. november 8.  | Csehország              | 1 – 2    | barátságos mérkőzés | 77' 86' |
| 9.  | 2017. november 14. | Katar                   | 1 – 1    | barátságos mérkőzés | 46'     |
| 10. | 2018. március 23.  | Mexikó                  | 0 – 3    | barátságos mérkőzés | 81'     |
| 11. | 2018. március 27.  | Peru                    | 1 – 3    | barátságos mérkőzés | 63'     |
| 12. | 2020. január 15.   | Kanada                  | 1 – 0    | barátságos mérkőzés | 60'     |
| 13. | 2020. január 19.   | Salvador                | 1 – 0    | barátságos mérkőzés | 65' 75' |

## Sikerei, díjai
- KR Reykjavík
  - Izlandi bajnok (1): 2012–13
  - Izlandi kupa (1): 2013–14
- Ferencvárosi TC
  - Magyar bajnok: 2019[7]
- Izland
  - Kína-kupa döntős (1): 2017